# シャーヒーン&セーペア
シャーヒーン&セーペア（Shahin & Sepehr）は、シャーヒーン・シャヒーダ（Shahin Shahida）とセーペア・ハダッド（Sepehr Haddad）というイラン系アメリカ人によるギタリスト・デュオ。セーペア・ハダッドは、アップルヤード・アンド・サンズ出版から出ている歴史小説『A Hundred Sweet Promises』の著者でもある。
彼らの音楽は主にスパニッシュ・ギターのメロディーに、ソフトロック、フラメンコ、ジャズ、ニューエイジ、イランの伝統音楽の影響を融合させたもので構成されている。彼らの影響には、キャット・スティーヴンスなどのアーティストも含まれる。
このグループはワシントンD.C.に暮らしている。ハイアー・オクターヴ / EMIレーベルからCDをリリースしており、現在は次のリリースに取り組んでいる。彼らのCDは、ビルボード、R&R、ギャヴァンなどのチャートにチャートインしている。彼らは、ドム・カマルデッラ（オットマー・リーバート、フローラ・プリム、ウィリー&ロボのプロデューサー）などの著名なアーティストとコラボレーションを行っている。

## ディスコグラフィ

### スタジオ・アルバム
- One Thousand & One Nights (1994年、Higher Octave Music)
- 『e』 - e (1995年、Higher Octave Music)
- 『アリア』 - Aria (1996年、Higher Octave Music)
- World Cafe (1998年、Higher Octave Music)
- East/West Highway: The Best of Shahin & Sepehr (2000年、Higher Octave Music)
- Nostalgia (2002年、Higher Octave Music)

### コンピレーション・アルバム
- East / West Highway - The Best of Shahin & Sepehr (2000年、Higher Octave Music)

### シングル
- "Fields of Change" (2008年)
- "Casablanca - Dance Mix" (2009年)